# Amt Meinerzhagen
Das Amt Meinerzhagen war bis zum 1. Januar 1969 ein Amt im Kreis Altena in der preußischen Provinz Westfalen und in Nordrhein-Westfalen. Es bestand aus den Gemeinden Meinerzhagen und Valbert.

## Geschichte
In der Franzosenzeit wurde im Kanton Lüdenscheid des Großherzogtums Berg die Mairie (Bürgermeisterei) Meinerzhagen eingerichtet. Nachdem das Gebiet der früheren Grafschaft Mark 1815 wieder an Preußen gefallen war, bestand die Mairie Meinerzhagen als preußische Bürgermeisterei im 1817 wiedergegründeten Kreis Altena fort.
Im Rahmen der Einführung der Landgemeindeordnung für die Provinz Westfalen wurde 1844 im  Kreis Altena aus der Bürgermeisterei Meinerzhagen das Amt Meinerzhagen gebildet. Es umfasste anfänglich neben der Titularstadt Meinerzhagen und dem umliegenden Kirchspiel die Gemeinden Kierspe und Rönsahl. 1846 wurde das Amt neu zugeschnitten. Neu zum Amt kamen die Gemeinden Märkisch Valbert und Westfälisch Valbert aus dem aufgelösten Amt Valbert. Die Gemeinden Kierspe und Rönsahl schieden aus dem Amt aus und bildeten das neue Amt Kierspe.
Während das Amt im Jahr 1885 noch 5131 Einwohner zählte, hatte es im Jahr 1939 insgesamt 7333 Bewohner. Bis zum Jahr 1953 wuchs es weiter bis auf 11.004 Einwohner. Von diesen waren 2069 Personen Vertriebene. Zu dieser Zeit arbeiteten etwa 3000 Personen in der Industrie, von denen etwa 2000 in der Metallverarbeitung beschäftigt waren.
Zum 1. Januar 1969 wurde das Amt durch das Gesetz zur Neugliederung des Landkreises Altena und der kreisfreien Stadt Lüdenscheid aufgelöst. Seine beiden Gemeinden wurden zur Stadt Meinerzhagen zusammengefasst.